# Ledwie chwila
Ledwie chwila – pierwszy singel promocyjny z albumu 7 widoków w drodze do Krakowa polskiego muzyka Grzegorza Turnaua. Został wydany 17 listopada 2014 przez Mystic Production. Dynamiczna kompozycja Turnaua powstała do wiersza Bronisława Maja o przemijaniu.

## Notowania
- Lista Przebojów Trójki: 31[2]